# Boris Šimkovič
Boris Šimkovič (* 6. března 1962, Bratislava) je bývalý slovenský fotbalista, obránce. Je starostou obce Záhorská Ves.
Jeho synem je fotbalista Tomáš Šimkovič.

## Fotbalová kariéra
Hrál za Slovan Bratislava. V československé lize nastoupil ve 35 utkáních. Byl reprezentantem Československa do 21 let.

## Kariéra
Po základní škole ve Stupavě absolvoval sportovní gymnázium. Vystudoval právo na Právnické fakultě Univerzity Komenského v Bratislavě. Po ligovém angažmá ve Slovanu hrál i za Martin a Pezinok. Dále žil i pracoval v Rakousku. Od roku 2003 je starostou Záhorské Vsi. Jeho syn Tomáš Šimkovič reprezentoval v mládežnických fotbalových kategoriích Rakousko.

## Ligová bilance
| Ročník                                   | Zápasy | Góly | Klub              |
| ---------------------------------------- | ------ | ---- | ----------------- |
| 1. československá fotbalová liga 1980/81 | 1      | 0    | Slovan Bratislava |
| 1. československá fotbalová liga 1981/82 | 8      | 0    | Slovan Bratislava |
| 1. československá fotbalová liga 1982/83 | 12     | 0    | Slovan Bratislava |
| 1. československá fotbalová liga 1983/84 | 10     | 0    | Slovan Bratislava |
| 1. československá fotbalová liga 1984/85 | 4      | 0    | Slovan Bratislava |
| CELKEM                                   | 35     | 0    |                   |